# Stazione di Mezzovico
La stazione di Mezzovico è una fermata ferroviaria sulla ferrovia del S. Gottardo.

## Storia
La fermata, in origine detta di Sant'Ambrogio, venne aperta al servizio viaggiatori a decorrere dal 22 maggio 1932. In occasione del raddoppio della ferrovia, attivato integralmente sulla tratta Taverne-Rivera a partire dal 6 maggio 1946, venne dotata di un sovrappassaggio. Nello stesso anno venne abbellito il fabbricato viaggiatori, i binari vennero dotati di banchine rialzate e, lato montagna, venne edificata una piccola sala d'attesa per gli utenti.

## Strutture e impianti

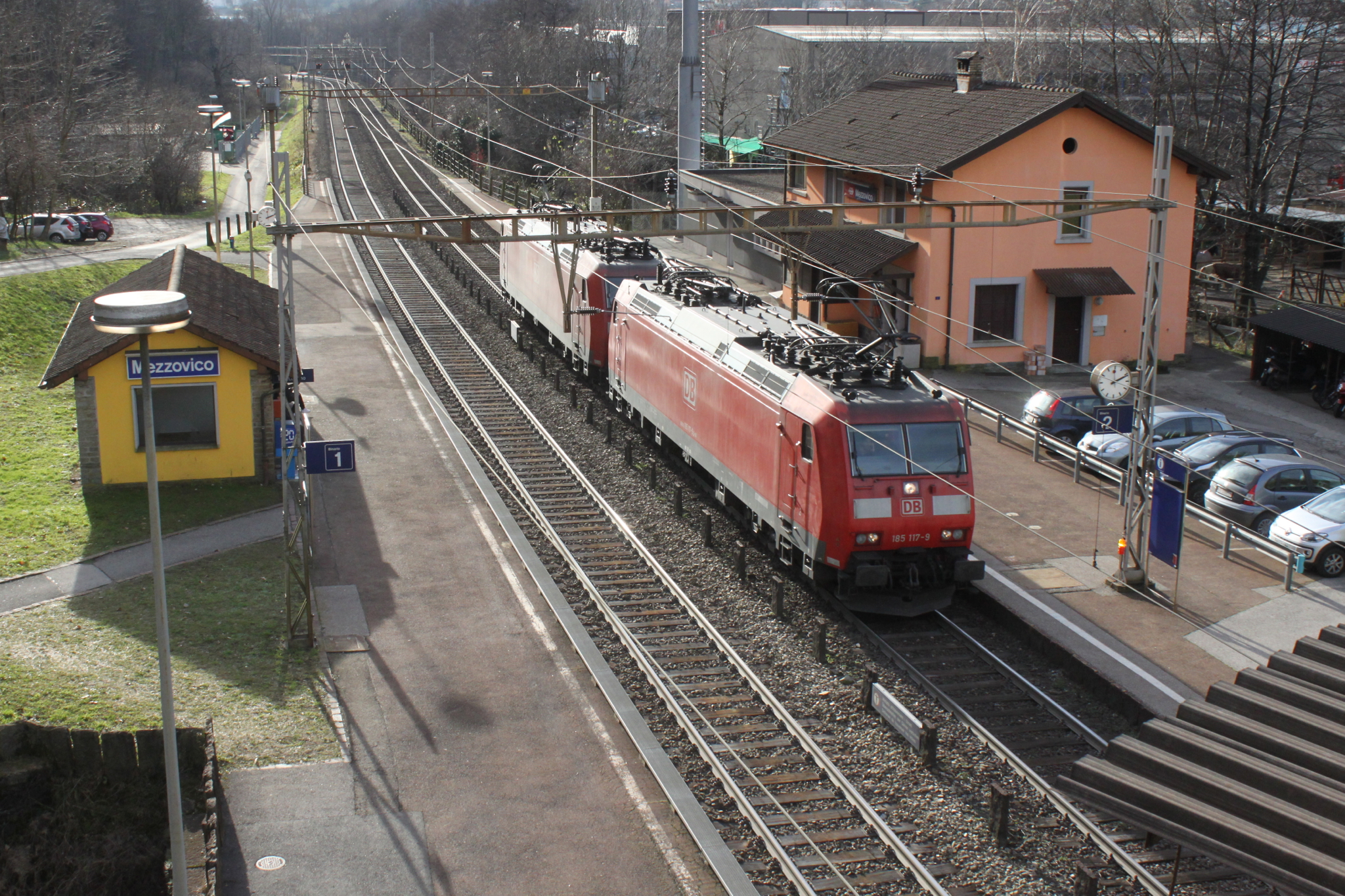
Nel 2014

La fermata è munita di un fabbricato viaggiatori posto a servizio del secondo binario e di un riparo coperto a servizio del primo binario.

## Movimento
Al momento dell'apertura, con l'orario estivo 1932, al servizio viaggiatori la fermata era servita da cinque coppie di treni.
Col cambio orario del 5 aprile 2021, la fermata è servita dai treni della linea S90 della rete celere del Canton Ticino, effettuati da TiLo.

## Servizi

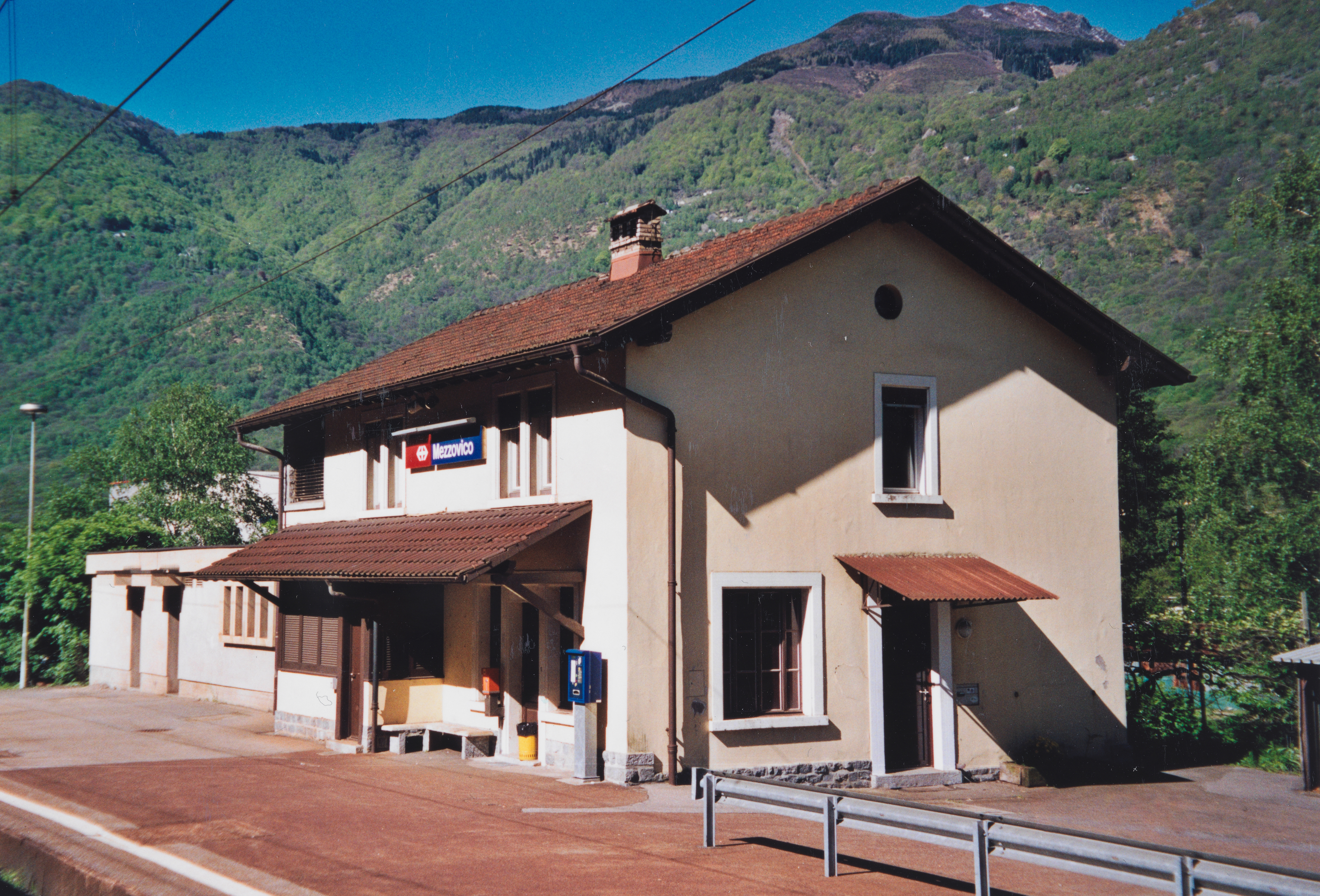
Nel 2005

La fermata dispone di due banchine, a servizio rispettivamente del primo e del secondo binario, collegate da un sovrappassaggio.
- Biglietteria automatica
- Sala d'attesa

## Interscambi
La stazione assicura un interscambio con la linea postale 62.453 Rivera-Taverne.
- Fermata autobus